# Чернобровая длиннохвостая синица
Чернобровая длиннохвостая синица (лат. Aegithalos bonvaloti) — вид птиц из семейства длиннохвостых синиц. Видовое название дано в честь французского географа Габриэля Бонвало, получившего несколько экземпляров птиц для описания.
Вид распространён на юге Китая (провинции Сычуань, Юньнань и Гуйчжоу), в юго-западном Тибете, на крайнем севере Мьянмы, на крайнем северо-востоке индийского штата Аруначал-Прадеш.
Птица длиной 11 см, весом 5—8,5 г. Тело рыхлое с большой округлой головой, с коротким коническим клювом, заострёнными крыльями и длинным хвостом. Крылья, спина и хвост сланцево-серого цвета. Маховые и первостепенные кроющие красно-коричневые. Хвост снизу на кончике белый. Брюхо каштановое, грудь белая, горло чёрное, «усы» белые. Надбровная полоса белая, щёки каштановые, остальные части головы чёрного цвета.
Обитает в умеренных и субтропических лиственных лесах с преобладанием ивы. Держится небольшими семейными группами. Большую часть дня проводит в поисках пищу среди нижних ветвей деревьев и в кустах. Питаются насекомыми. Сезон размножения начинается в конце марта и продолжается до июня: во время репродуктивного периода пара склонна изолироваться от группы, к которой она принадлежит, становясь территориальной. Гнездо в форме мешка, построенного из паутины и лишайников, выстланное пухом, располагается в гуще кустарников. В кладке 4—8 яиц. Инкубация продолжается две недели.